# Salzburger Wehrgeschichtliches Museum

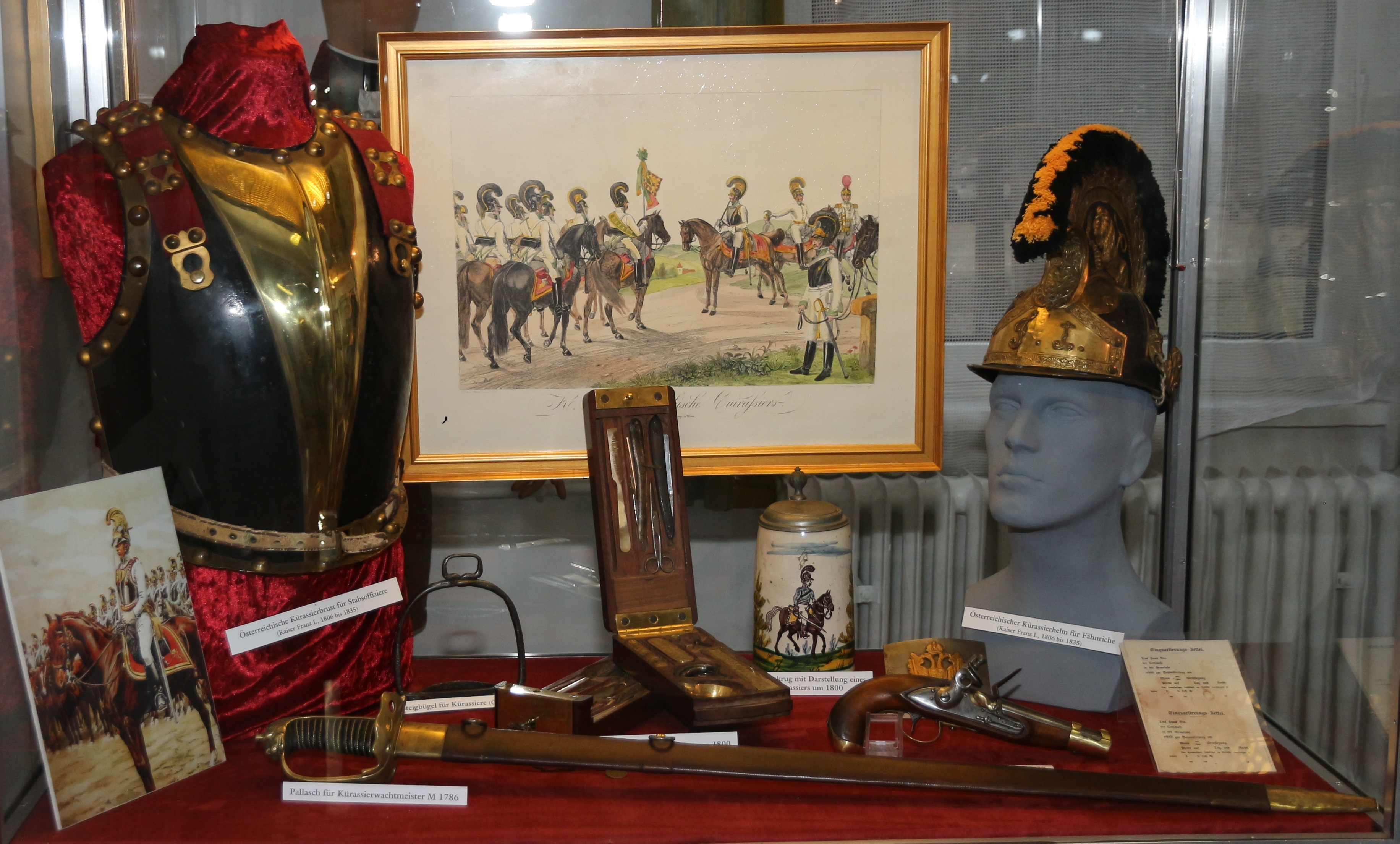
Österreichische Kürassiere um 1800

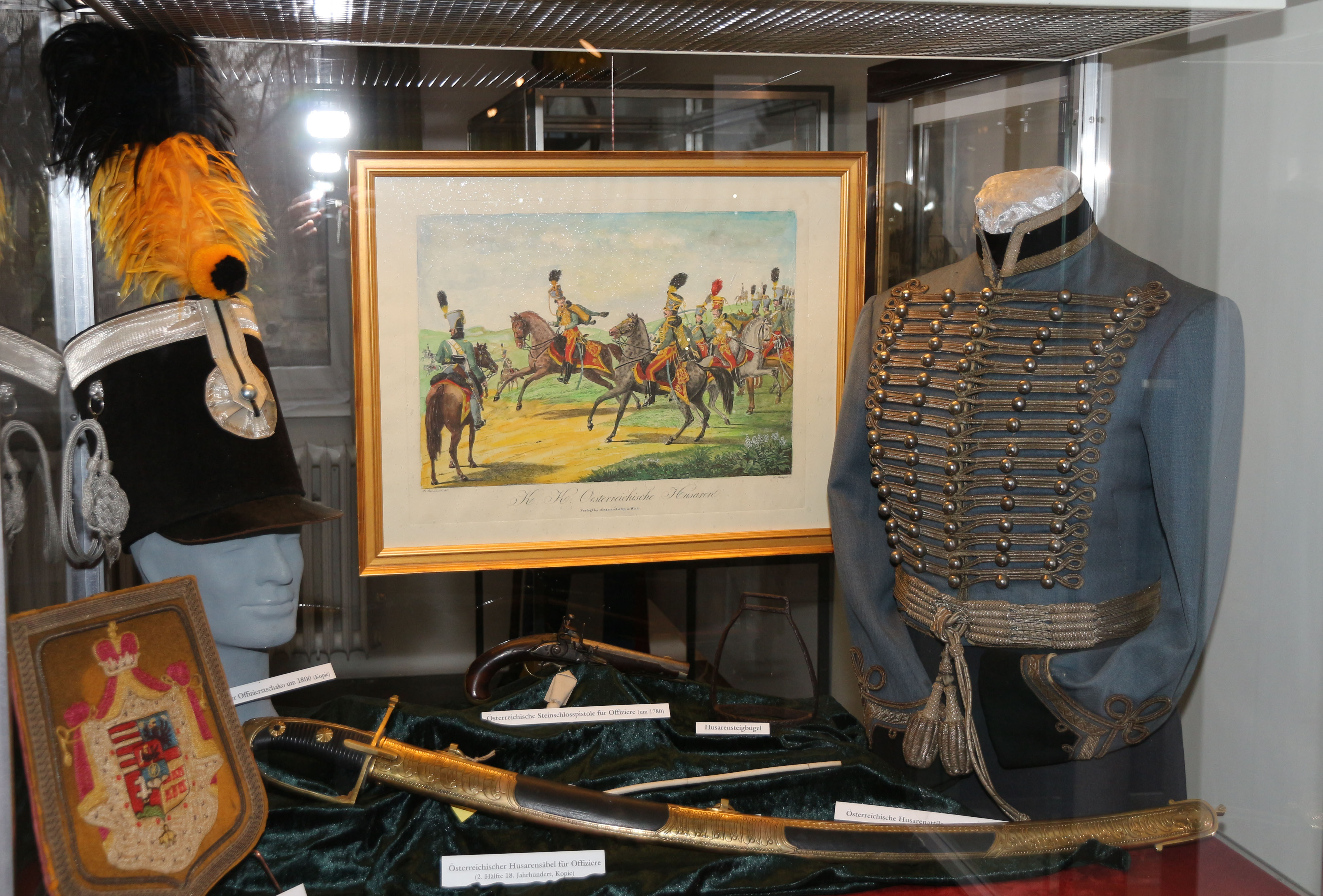
Österreichische Husaren um 1780

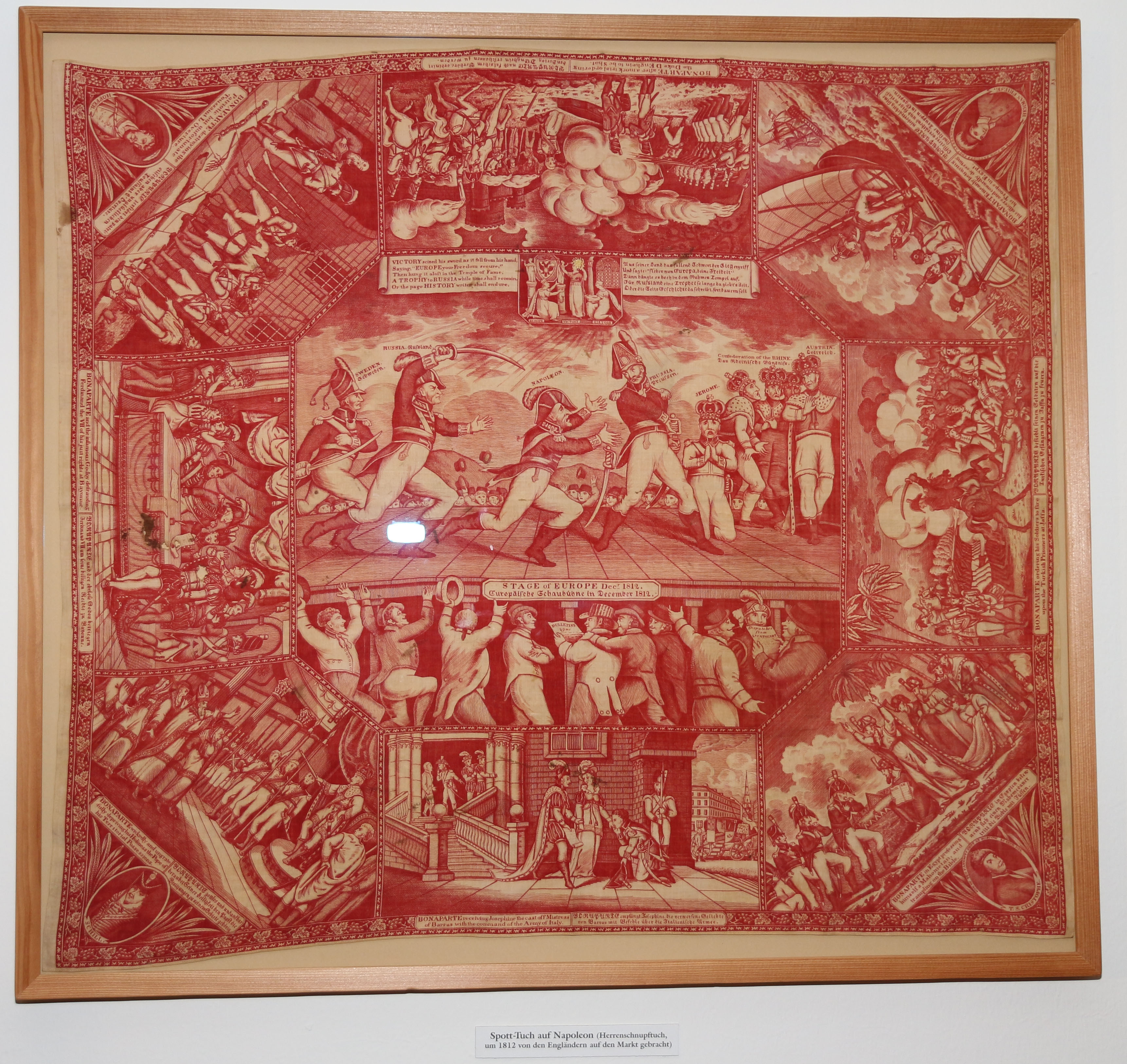
Spotttuch auf Napoleon (Herrenschnupftuch), um 1812 von den Engländern auf den Markt gebracht

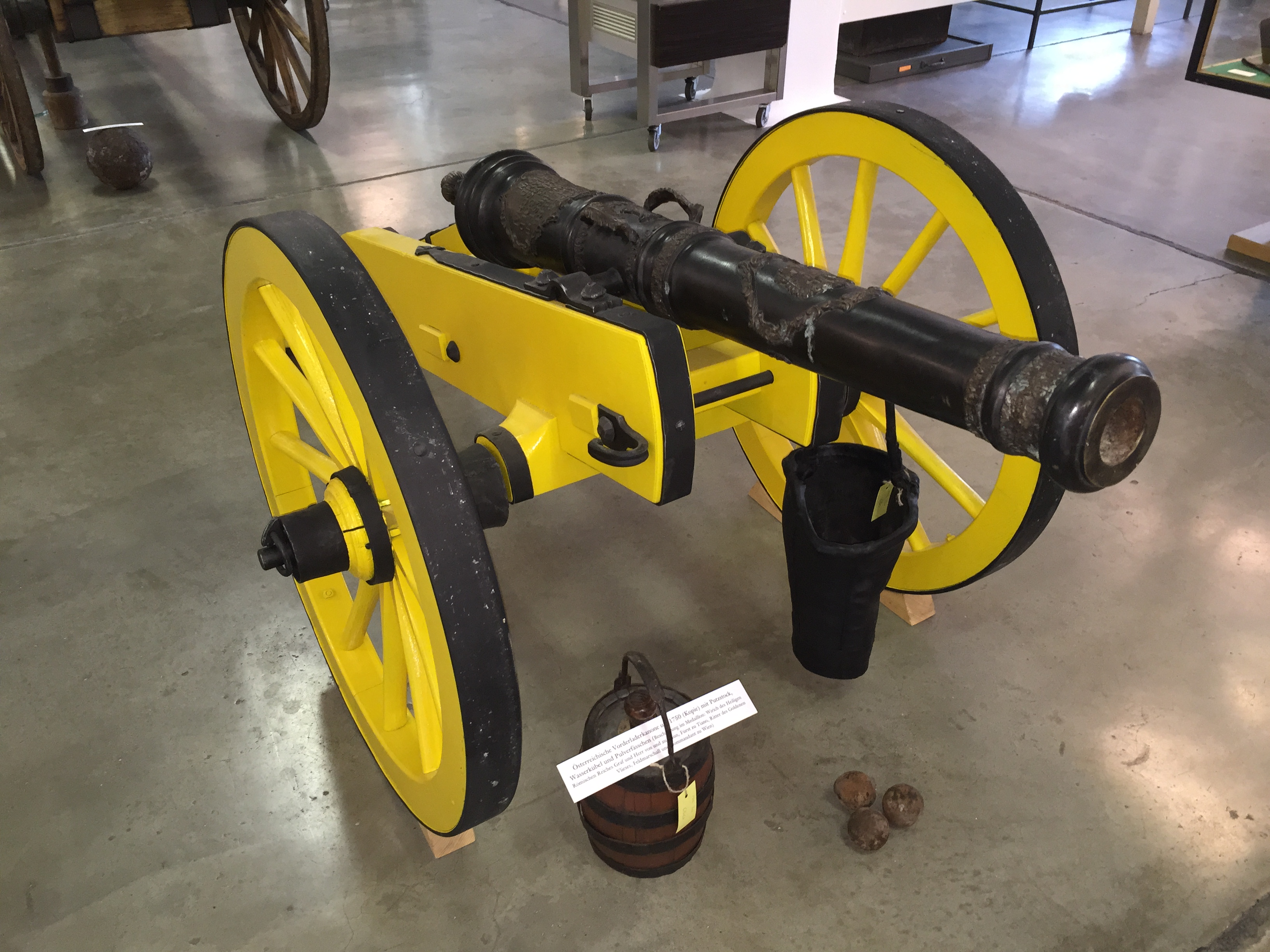
Österreichische Vorderladerkanone um 1750 (Kopie)

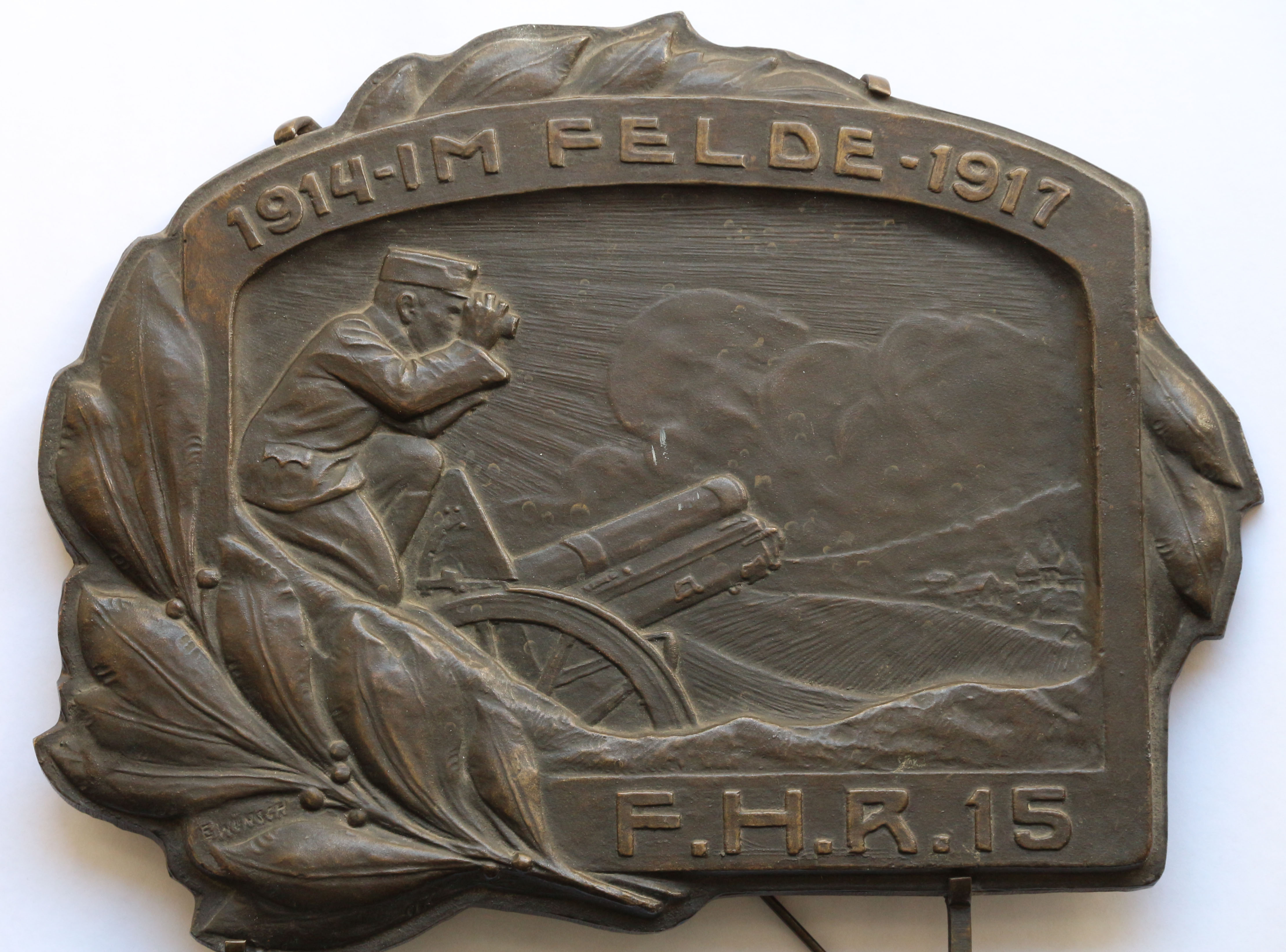
SWGM Erinnerungsplakette k.u.k. Feldhaubitzenregiment 15

Das Salzburger Wehrgeschichtliche Museum (SWGM) in der Schwarzenbergkaserne in Wals-Siezenheim bietet in seiner Ausstellung über viele Exponate und Informationen einen intensiven Einblick in zweitausend Jahre Militärgeschichte aus allen historisch bedeutenden Epochen. Neben Uniformen, Ausrüstungsgegenständen, Orden und Ehrenzeichen sind es vor allem Waffen und Munition.

## Museum und Ausstellungen

### Eigene Ausstellungen
Es beginnt mit dem Gladius eines römischen Legionärs und geht über verschiedenste alte Blankwaffen, Steinschlosspistolen und Gewehre bis zu den Waffen des Ersten Weltkrieges und der Gegenwart.
Weitere Themenbereiche des Museums betreffen das Österreichische Bundesheer einschließlich der aktuellen Maßnahmen zur Friedenserhaltung aufgrund von UN-Beschlüssen, die Militärgeschichte Salzburgs unter den Fürsterzbischöfen, das Militär in der k.u.k. Monarchie und das Bundesheer in der ersten Republik. Dazu wird alles gesammelt, präsentiert und dokumentiert, was damit zu tun hat: Bücher, Bilder, Uniformen, alte und neue Waffen, Landkarten, Munition, Vorschriften, Großgeräte wie Panzer, Kanonen und Fahrzeuge, Medien, Ausrüstung, Dokumente und vieles mehr – insgesamt weit über 11.000 Objekte. Im Außengelände sind Großgeräte des Bundesheeres aus den vergangenen Jahrzehnten zu sehen.
Darüber hinaus sind noch viele andere Ausstellungsobjekte zu besichtigen. Darunter befinden sich seltene Urkunden, wie der Trachtenberger Kriegsplan des österreichischen Generalstabschefs Josef Graf Radetzky, eine absolute Rarität aus militärhistorischer Sicht.
Im Wechsel werden Sonderausstellungen gezeigt (Auszug):
- 2018: Zeitenwende – „....der Rest ist Österreich“. Die 1. Republik von 1918–1938.
- 2017: Maria Theresia – Kämpferische Regentin in bewegten Zeiten.
- 2016: 1816 – Schicksalsjahr für Salzburg. Säbelrasseln an Salzburgs Grenzen.
- 2015: Von der Besatzungszeit zu den Internationalen Einsätzen – Das ÖBH im Wandel der Zeit.

### Externe Ausstellungen
Ergänzend zur eigenen Ausstellung hat das SWGM an verschiedenen Ausstellungen mitgewirkt, so z. B. an
- „Salzburg 1945 bis 1955: Zerstörung und Wiederaufbau“ (Museum Carolino Augusteum, 1995),
- „40 Jahre Bundesheer – vom Exerzierplatz in den Einsatz 1956“ (1996),
- „Die vergessene Schlacht im Jahre 1800: Militärisches Großereignis vor den Toren Salzburgs“ (2000),
- „Salzburger Militär einst und jetzt – Militärwesen vom Fürsterzbistum bis in die Gegenwart“ (2004),
- „1809 – Napoleons Armee vor Salzburg – Der schwere Weg vom Fürsterzbistum zum Kronland“ (2009),
- „Österreich und die Völkerschlacht von Leipzig 1813“ (2013 gemeinsam mit dem Museum Torhaus Markkleeberg),
- „Salzburger Soldatenschicksale im Ersten Weltkrieg“ (2014/15 in der Bachschmiede).

## Forschung
Mit der Veröffentlichung der eigenen Forschungsergebnisse und fachlicher Beiträge in schriftlicher oder Vortragsform unterstützt das SWGM andere Institutionen wie Universitäten, Schulen, Museen bzw. Projekte im Salzburger Land. Auch die Mitarbeit der gut vernetzten Mitglieder an einschlägigen militärwissenschaftlichen Publikationen findet im In- und Ausland eine hohe Anerkennung. Die Betreuung von Studenten bei ihren wissenschaftlichen Arbeiten ergänzt diese Tätigkeit.

## Sammlung
Die Sammlung ist das Kernstück und stellt die Exponate dem Museum und der Forschung zur Verfügung. Dazu sammelt, sichtet, ordnet, bewertet, dokumentiert und lagert das SWGM werterhaltend für künftige Generationen.
Zu dieser umfangreichen Sammlung gehören auch alte Bilder und Drucke, Landkarten und einzigartige Fotografien, sowie eine auch für Wissenschaft und Öffentlichkeit zugängliche und nutzbare Bibliothek.

## Verein und Vereinsgeschichte
Das Salzburger Wehrgeschichtliche Museum wird von einem 1992 gegründeten privaten Museumsverein getragen.
Alle Mitarbeiter arbeiten auf ehrenamtlicher Grundlage. Nur die Museumsräume werden von der Republik Österreich zur Verfügung gestellt. Das SWGM steht mit der Registrierungsnummer MP-10580 auf der Liste begünstigter Einrichtungen, womit Spenden an das Museum steuerlich geltend gemacht werden können.
Der volle Vereinsname lautet Wehrgeschichtliche Forschung – Salzburger Wehrgeschichtliches Museum. In Verfolgung dieses zweiten Aufgabengebietes haben Vereinsmitglieder zahlreiche wehrgeschichtliche Publikationen veröffentlicht.
Die Gründung des Museumsvereins für das SWGM wurde durch den damaligen Militärkommandanten von Salzburg, Generalmajor Engelbert Lagler, angeregt. Von 1996 bis 2014 war das Museum mit Ausstellungs- und Archivräumen in Räumlichkeiten der ehemaligen Kaserne Riedenburg in Salzburg untergebracht. Nach der Schließung der Riedenburgkaserne zog das SWGM in die Schwarzenbergkaserne um. Seit März 2024 leitet Richard Weninger das Museum.